# Josep Clarà
Josep Clarà i Ayats (Olot, 16 de diciembre de 1878 - Barcelona, 4 de noviembre de 1958) fue un escultor español.

## Biografía
Su obra se encuentra enmarcada en el «mediterraneísmo», término con que se designa especialmente a los artistas plásticos del movimiento noucentista del ambiente catalán, su obra es figurativa, sólida y compacta. Inició su formación en la Escuela de Dibujo de Olot con el profesor Josep Berga i Boix (1837-1914) y allí el elogio que le hizo de un dibujo el pintor Joaquín Vayreda (1843-1894), fue un gran estímulo y uno de sus recuerdos infantiles más gratos. Más tarde, en 1897 ingresó en la escuela de Bellas Artes de Toulouse (Francia). Sus inquietudes artísticas y después de ganar una mención en un concurso, le hicieron marcharse a París en 1900, donde conoció a Auguste Rodin, lo que le hizo decidirse definitivamente por el arte de la escultura. Conoce entre otros artistas al escultor Arístides Maillol con quien mantendrá una gran amistad y una afinidad en el sentido de la escultura, en 1907 presentó la obra Turment (Tormento) en la que se aprecia la influencia y admiración que sentía por Rodin. Es alumno también de Louis-Ernest Barrias. Como dibujante destacan los dibujos-apuntes, que realizó a la bailarina Isadora Duncan, en distintos movimientos de danza. Isadora murió en 1927. Después, otra gran bailarina le sirvió de modelo para sus dibujos: Antonia Mercé «La Argentina». 
Viajes a Londres, y sobre todo a Italia completan su formación. Vuelve a París donde se convierte en un escultor acreditado. Realiza numerosas exposiciones en galerías y salones de París, Londres, Berlín, Roma y Barcelona. Se traslada definitivamente en 1932 a Barcelona, donde sigue trabajando y exponiendo hasta su muerte, ocurrida el 4 de noviembre de 1958. 
Su última escultura fue Estática (1954-1958). La gran parte del legado de sus obras están en el Museo Comarcal de La Garrocha en Olot (Gerona) y en el Museo Nacional de Arte de Cataluña (MNAC) en Barcelona.

## Reconocimientos
- 1910 Le conceden la medalla de oro en la Exposición de Bruselas (Bélgica) y también consigue la primera medalla en la Nacional de Bellas Artes de Madrid (España).
- 1912 Es medalla de oro en la Exposición Internacional de Ámsterdam (Holanda).
- 1925 Nombrado Académico de la Real Academia de Bellas Artes de San Fernando en Madrid, en la vacante de Ricardo Bellver.
- 1929 Con su obra Reposo, obtiene la medalla de honor en la Exposición Internacional de Barcelona.
- 1934 Es nombrado presidente del Círculo Artístico de Barcelona y académico de la Real Academia Catalana de Bellas Artes de San Jorge de Barcelona.
- 1954 Recibe el Gran Premio de la II Bienal Hispanoamericana de La Habana (Cuba).
- 1956 Medalla de Plata de la Diputación Provincial de Barcelona y Medalla de Oro del Círculo Artístico de Barcelona.
- 1958 Le conceden el Premio de la Fundación Juan March.

## Obras

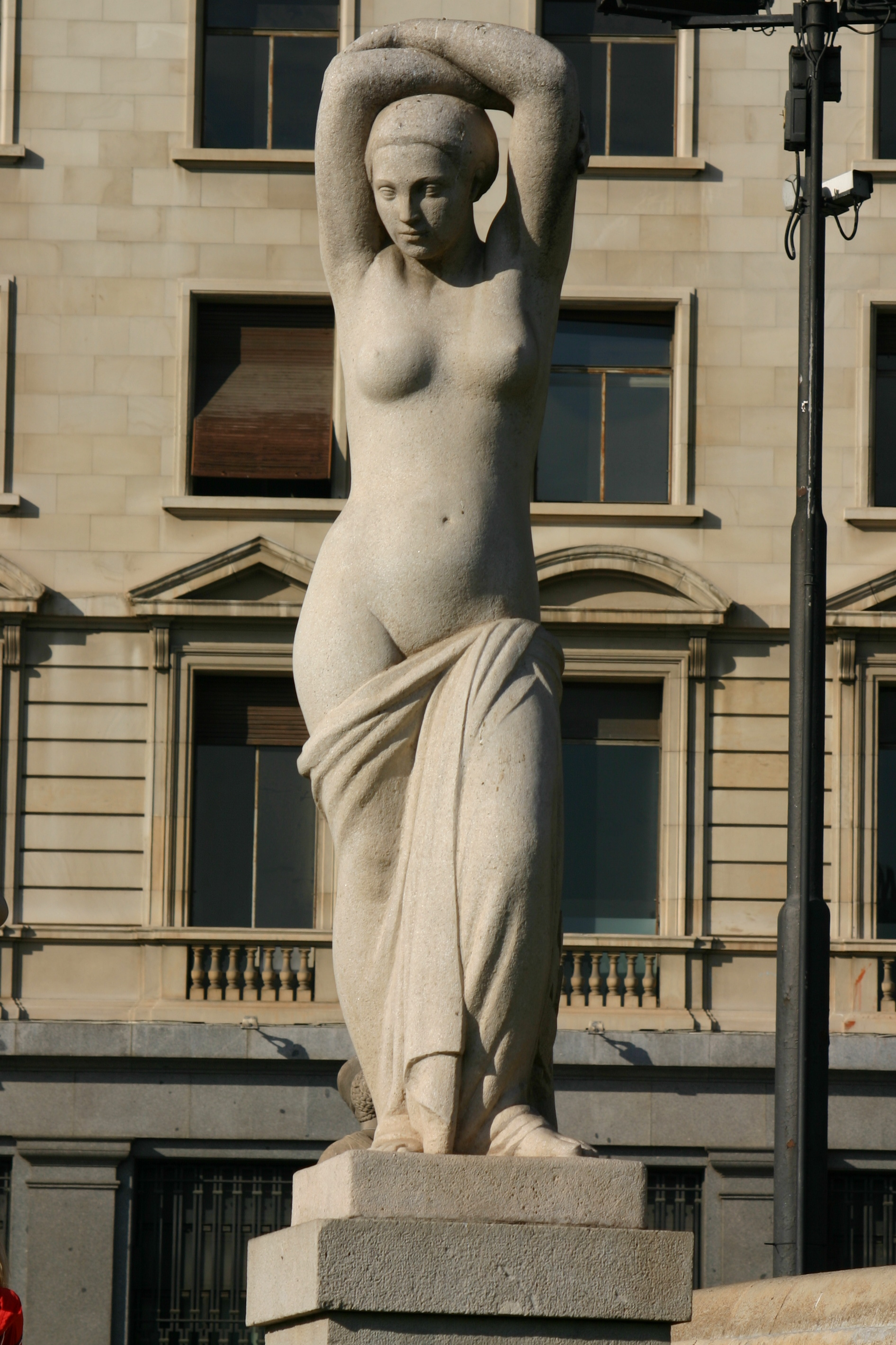
Juventud (Original 1928, Copia 1993). Obra situada en Plaza Cataluña de Barcelona.
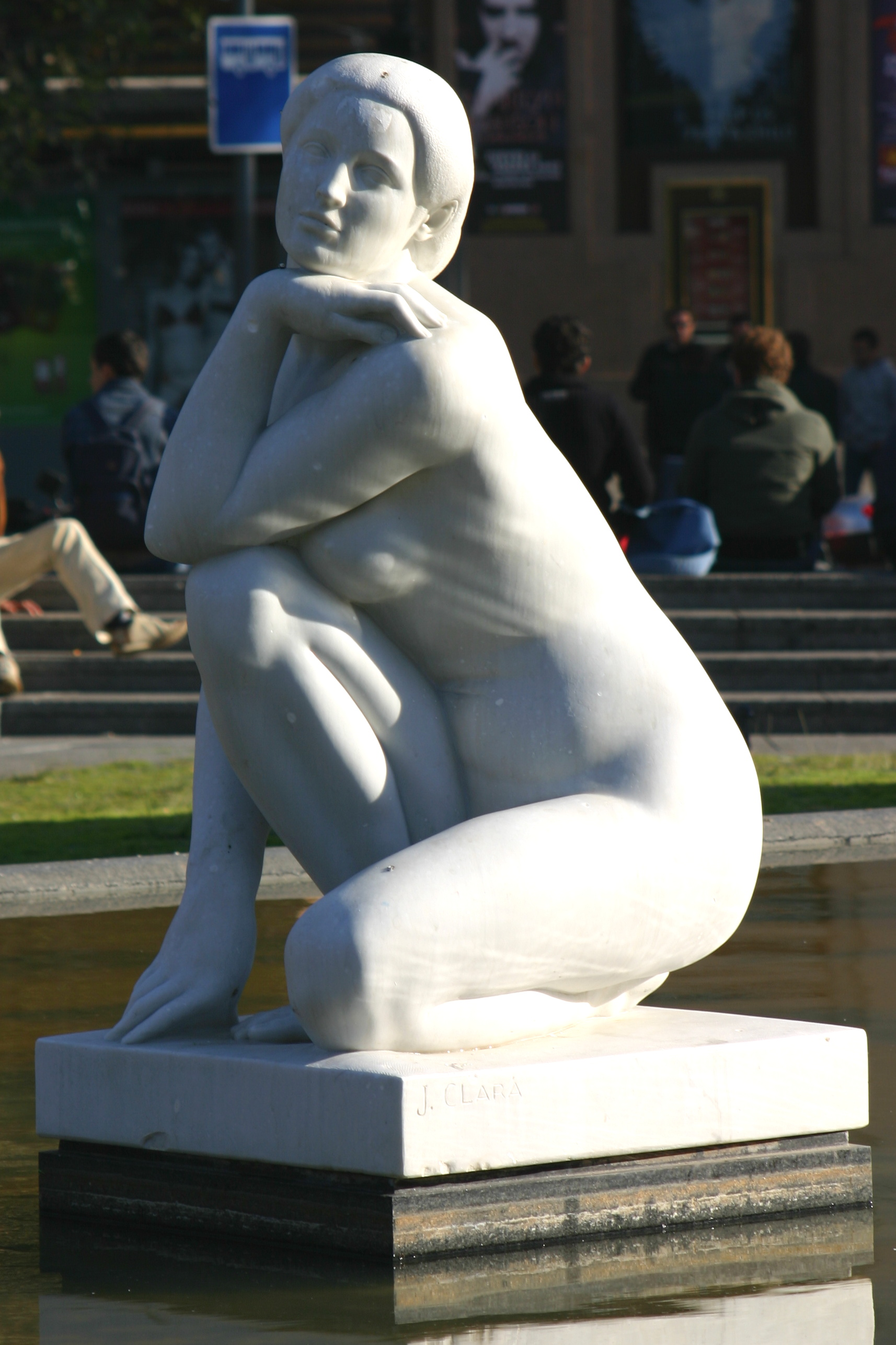
La Diosa en la Plaza Cataluña de Barcelona.
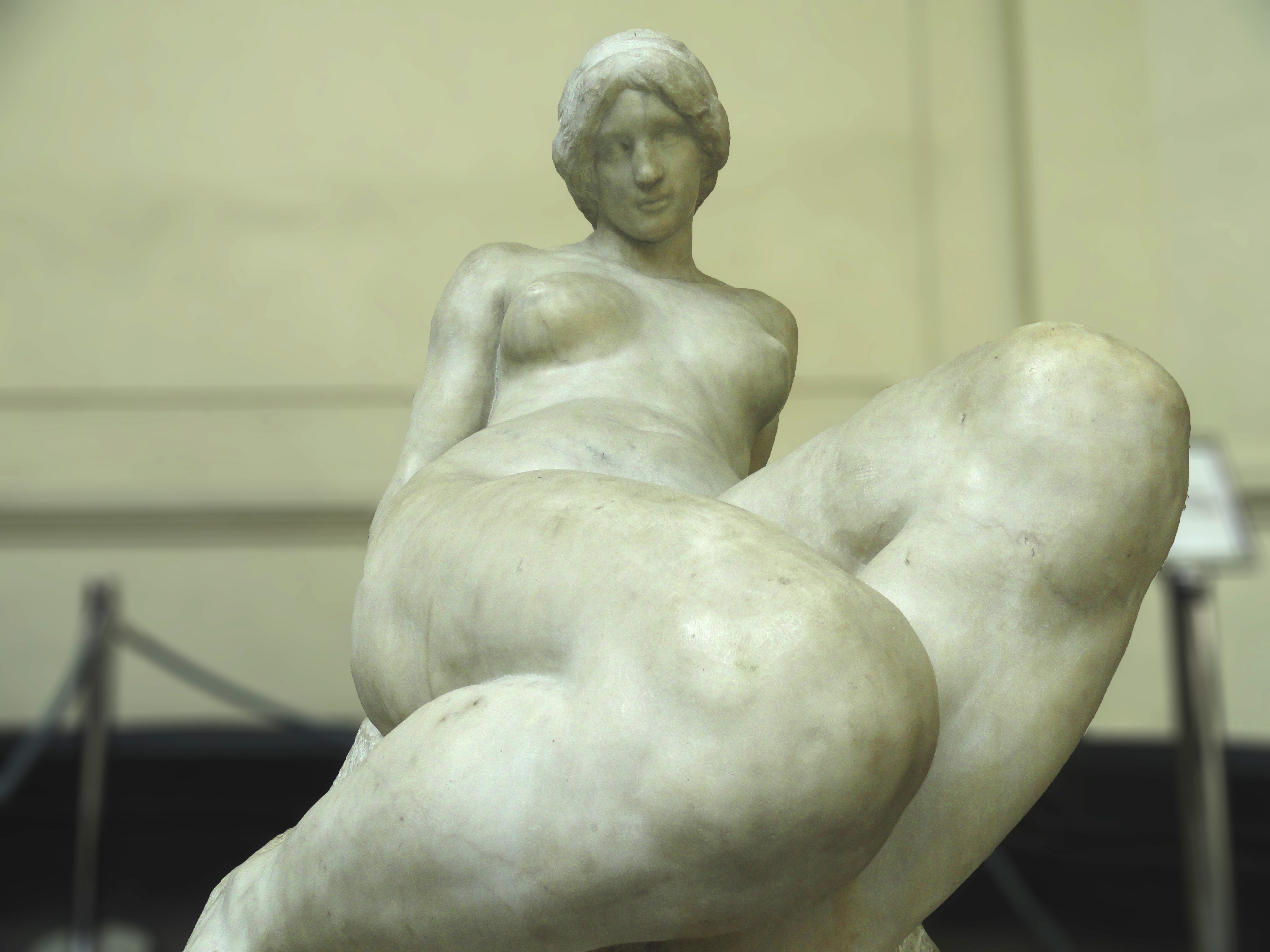
El Crepúsculo, Museo Nacional de Bellas Artes (Chile).

Se señalan algunas entre la gran cantidad que tiene catalogadas.
- Adolescencia 1907
- El Crepúsculo 1907-1910
- La Diosa 1908-1910
- El Ritmo 1910
- Venus saliendo del baño 1922
- Estática 1926
- Juventud 1928
- Meditación 1929-1930
- Juventud 1933-1935
- Pujanza 1936
- José Rodríguez Fernández 1940
- San Benito 1946
- Maternidad 1947-1948

## Obras en museos
- Museo de la Garrocha, Olot (Gerona). España
- Museo Nacional de Arte de Cataluña (MNAC) Barcelona. España
- Museo Nacional de Arte Moderno de París. Francia
- Museo Nacional de Bellas Artes de Santiago de Chile. Chile
- Museo Nacional de Bellas Artes de Buenos Aires. Argentina
- Museo Nacional de Bellas Artes de La Habana. Cuba
- Museo de los Agustinos de Toulouse. Francia
- Museo Nacional Centro de Arte Reina Sofía de Madrid. España